# مودي الإمام
مودي الإمام (مواليد سنة 1957) هو ملحن وموزع موسيقي مصري.

## بدايته
ولد أحمد حسن الإمام سنة 1957 في القاهرة وسط أسرة فنية فهو ابن المخرج حسن الإمام وشقيق الفنان حسين الإمام والصحفية زينب الإمام بجريدة الأهرام.
تخرج من كلية الفنون الجميلة بحي الزمالك حيث ولد وتربّى. كون مع شقيقه الفنان الراحل حسين الإمام فرقة طيبة والتي أصدرا خلال عملهما فيها ألبومي «الدنيا صغيرة ووماله»، كما اشترك معه في تأليف كلمات وألحان أغاني فيلمي «لحظة ضعف» و«أنياب»، سافر إلى العديد من الدول الأوروبية، وقام بدراسة الموسيقى، وكان حريصا على التجديد في الموسيقى الشرقية والمصرية.

## أعماله
وضع مودي الإمام الموسيقى التصويرية للعديد من الأعمال الفنية، منها:

### أفلام سينمائية
- وبالوالدين إحسانا
- الكروان له شفايف
- دعاء المظلومين
- شقة وعروسة يا رب
- القضية المشهورة
- الجنة تحت قدميها
- بدون زواج أفضل
- أين تخبئون الشمس
- لا تظلموا النساء
- لحظة ضعف
- هنا القاهرة
- الأقزام قادمون
- الدرجة الثالثة
- قلب الليل
- جزيرة الشيطان
- سمع هس
- يا مهلبية يا
- الهروب
- اللعب مع الكبار
- ضد الحكومة
- دموع صاحبة الجلالة
- دماء علي الأسفلت
- ناجي العلي
- الإرهاب والكباب
- المنسي
- طيور الظلام
- ليلة ساخنة
- بخيت وعديلة
- بخيت وعديلة 2: الجردل والكنكة
- رسالة إلى الوالي
- الواد محروس بتاع الوزير
- النمس
- جواز بقرار جمهوري
- جاءنا البيان التالي
- بركان الغضب
- خلي الدماغ صاحي
- عايز حقي
- حرامية في تايلاند
- خالي من الكوليسترول
- غاوي حب
- يا أنا يا خالتي
- عيال حبيبة
- العيال هربت[3]
- الماجيك (غناء وألحان)
- الديكتاتور
- الإنس والنمس
- اللعب مع العيال

### أعمال مسرحية
- شارع محمد علي
- الزعيم

### أعمال تليفزيونية
- فوازير حاجات ومحتاجات
- مسلسل الزيبق[4]
- مسلسل البيت بيتي

## جوائز
تم تكريم مودي الإمام بمهرجان المركز الكاثوليكي للسينما في دورته رقم 67، فبراير 2019، عن مُجمل أعماله، ودوره المؤثر في مجال الموسيقى التصويرية بالسينما المصرية لأكثر من 40 عامًا.

## وصلات خارجية
- مودي الإمام على موقع الدهليز
- مودي الإمام على موقع قاعدة بيانات الأفلام العربية